# Décolonisation du savoir

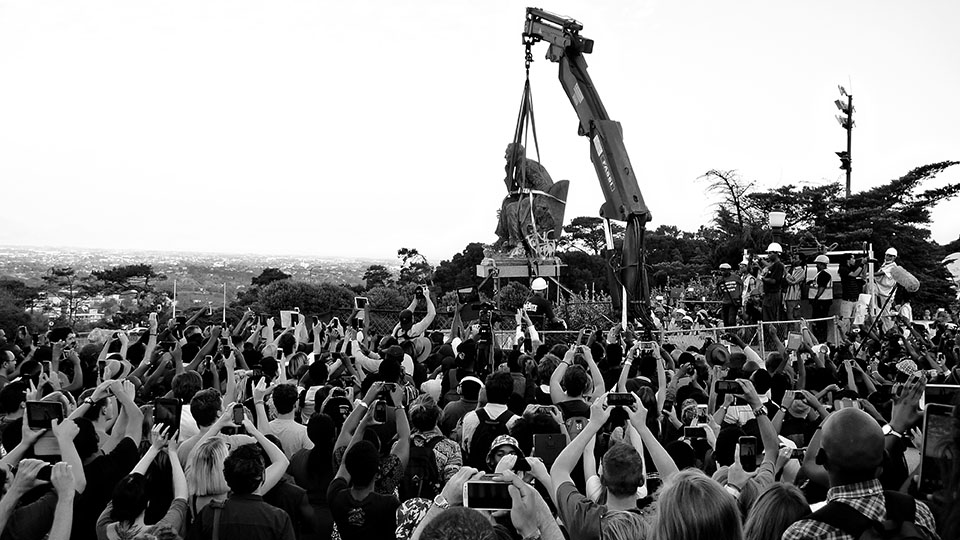
Retrait de la statue de l'homme politique britannique Cecil Rhodes du campus de l'université du Cap le 9 avril 2015. Le mouvement Rhodes Must Fall avait été motivé par le désir de décoloniser le savoir et l'éducation en Afrique du Sud.

La décolonisation du savoir (ou décolonisation épistémique ou décolonisation épistémologique) est une théorie de la connaissance qui est critique à l'égard de l'hégémonie des systèmes des savoirs occidentaux, ou de cette hégémonie supposée ; elle a été élaborée par les études décoloniales,. Ses promoteurs cherchent à légitimer d'autres systèmes de connaissances, en explorant des épistémologies, ontologies et méthodologies alternatives. Leur projet intellectuel vise à décontaminer et « désinfecter » les activités académiques, auxquelles ils reprochent un manque d'objectivité. La perspective de la connaissance décoloniale conduit à repenser le rôle du monde universitaire ; elle couvre une grande variété de disciplines, comme l'histoire, la sociologie, l'étude du droit, l'étude des religions, la science, l'histoire des sciences, etc.

## Thèmes fondamentaux

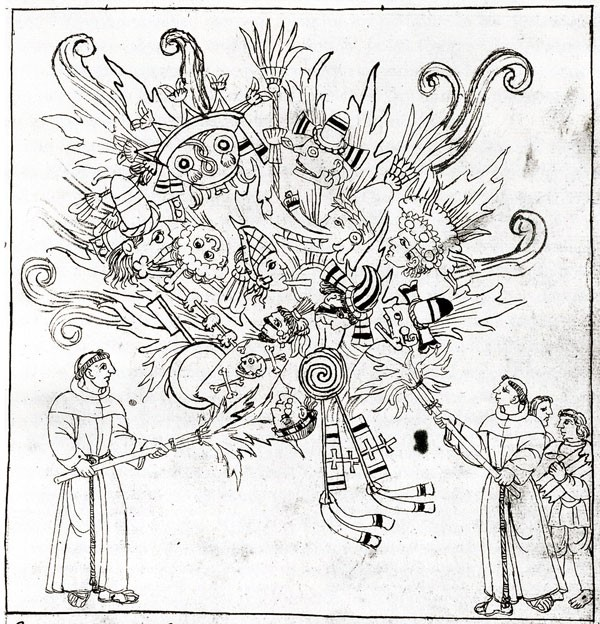
Dans sa Descripción de Tlaxcala de 1585, Diego Muñoz Camargo illustre la destruction des codex mexicains par les frères franciscains.

### Histoire de la production occidentale du savoir depuis le XVIesiècle
La décolonisation du savoir interroge les modes historiques de la production du savoir, leurs fondements coloniaux et ethnocentriques. Selon ses promoteurs, la connaissance et les normes qui déterminent la validité de la connaissance ont été informées de manière disproportionnée par le système de pensée occidental,. Ils affirment que le système de connaissances occidental qui a émergé en Europe pendant la Renaissance et les Lumières a été déployé en partie pour légitimer l'effort colonial de l'Europe. En effet, ce système de connaissances occidental a été présenté comme supérieur à celui produit par d'autres sociétés ; il a été présenté en particulier comme ayant une qualité universelle.

### Effets persistants de la colonisation
Les auteurs d'études décoloniales s'accordent à dire que le système occidental de connaissances continue de déterminer ce qui doit être considéré comme science et continue d'« exclure, marginaliser et déshumaniser » ceux qui ont des systèmes de connaissances, d'expertise et de visions du monde différents. Anibal Quijano déclare ainsi :

« Toutes les expériences, histoires, ressources et tous les produits culturels se sont retrouvés dans un ordre culturel mondial tournant autour de l'hégémonie européenne ou occidentale. L'Europe sur le nouveau modèle de puissance mondiale concentre sous sa domination toutes les formes de contrôle de la subjectivité, de la culture, et surtout du savoir et de la production du savoir. Au cours de ce processus, les colonisateurs... ont réprimé autant que possible les formes colonisées de production de savoir, les modèles de production de sens, leur univers symbolique, le modèle d'expression et d'objectivation et de subjectivité. »

Dans son livre Decolonizing Methodologies (en) : Research and Indigenous Peoples, Linda Tuhiwai Smith écrit :

« L'impérialisme et le colonialisme ont apporté un désordre complet aux peuples colonisés, les déconnectant de leurs histoires, de leurs paysages, de leurs langues, de leurs relations sociales et de leurs propres façons de penser, de ressentir et d'interagir avec le monde. »

Selon cette perspective, si le colonialisme a pris fin au sens juridique et politique, son héritage se perpétue dans de nombreuses « situations coloniales » où des individus et des groupes vivant dans des lieux historiquement colonisés sont marginalisés et exploités. Les spécialistes de la décolonisation appellent cet héritage persistant du colonialisme la « colonialité », concept qui désigne la trace laissée par l'oppression et l'exploitation colonialistes dans un grand nombre de domaines interdépendants comme ceux de la subjectivité et de la connaissance.

### Critique de l'«objectivité»
La décolonisation est parfois perçue comme un rejet de la notion d'objectivité. Selon certains tenants de la théorie décoloniale, la conception universelle d'idées telles que « objectivité », « vérité » et «  fait » sont des constructions occidentales qui ont été imposées à d'autres cultures. Selon eux également, les notions de vérité et de fait sont, en réalité, « locales » ; ce qui est « découvert » ou « exprimé » à un endroit ou à un moment peut ne pas être applicable ailleurs. Or le système de savoir occidental est devenu une norme pour le savoir mondial et ses méthodologies sont présentées comme les seules acceptables dans la production de savoir.
Selon Walter Mignolo, le fondement moderne du savoir est donc territorial et impérial. « L'organisation et la classification socio-historique du monde, écrit-il, est fondée sur un macro-récit et sur un concept et des principes de connaissance spécifiques » qui trouvent leurs racines dans la modernité européenne. La décolonisation épistémique identifie « les lieux géopolitiques de la théologie, de la philosophie laïque et de la raison scientifique », et relégitime « les modes et principes de connaissance qui ont été niés par la rhétorique de la christianisation, de la civilisation, du progrès, du développement et de la démocratie de marché ».

### Plaidoyer en faveur de la diversité épistémique
Cette approche hégémonique ou perçue comme telle a entraîné une réduction de la diversité épistémique ; le centre de la connaissance a finalement supprimé toutes les autres formes de connaissance. Selon le sociologue Boaventura de Sousa Santos, « il existe à travers le monde non seulement des formes très diverses de connaissance de la matière, de la société, de la vie et de l'esprit, mais aussi des concepts nombreux et très divers de ce qui compte comme connaissance et des critères qui peuvent être utilisés pour la valider ». Cette diversité des systèmes de connaissances, cependant, n'a pas gagné beaucoup de reconnaissance. Selon Lewis Gordon, la formulation de la connaissance dans sa forme singulière était inconnue à une époque antérieure à l'émergence de la modernité européenne. Les modes de production des savoirs et les notions de savoirs étaient si diversifiés qu'il conviendrait de parler plutôt des savoirs au pluriel.
Selon Achille Mbembe, la décolonisation des savoirs revient à contester l'épistémologie occidentale hégémonique qui supprime tout ce qui est prévu, conçu et formulé de l'extérieur de l'épistémologie occidentale. Elle comporte deux volets : une critique des paradigmes occidentaux du savoir et le développement de nouveaux modèles épistémiques.
Savo Heleta déclare que la décolonisation des connaissances « implique la fin de la dépendance à l'égard des connaissances, des théories et des interprétations imposées, et la théorisation basée sur ses propres expériences passées et présentes et son interprétation du monde ».

## Origine et développement
Si la décolonisation du savoir dans les Amériques, remonte à la résistance contre le colonialisme dès 1492, son émergence en tant que préoccupation académique est un phénomène récent, datant des années 1970. Selon Enrique Dussel, le thème de la décolonisation épistémologique est issu d'un groupe de penseurs latino-américains. Walter Mignolo affirme que c'est le travail du sociologue péruvien Anibal Quijano qui « a explicitement lié la colonialité du pouvoir dans les sphères politique et économique à la colonialité du savoir ». L'essor de cette problématique suit le développement du postcolonialisme, des études subalternes et du postmodernisme. Selon Enrique Dussel, la décolonisation épistémologique est structurée autour des notions de colonialité du pouvoir et de transmodernité qui trouvent leurs racines dans les pensées de José Carlos Mariátegui, Frantz Fanon et Immanuel Wallerstein.

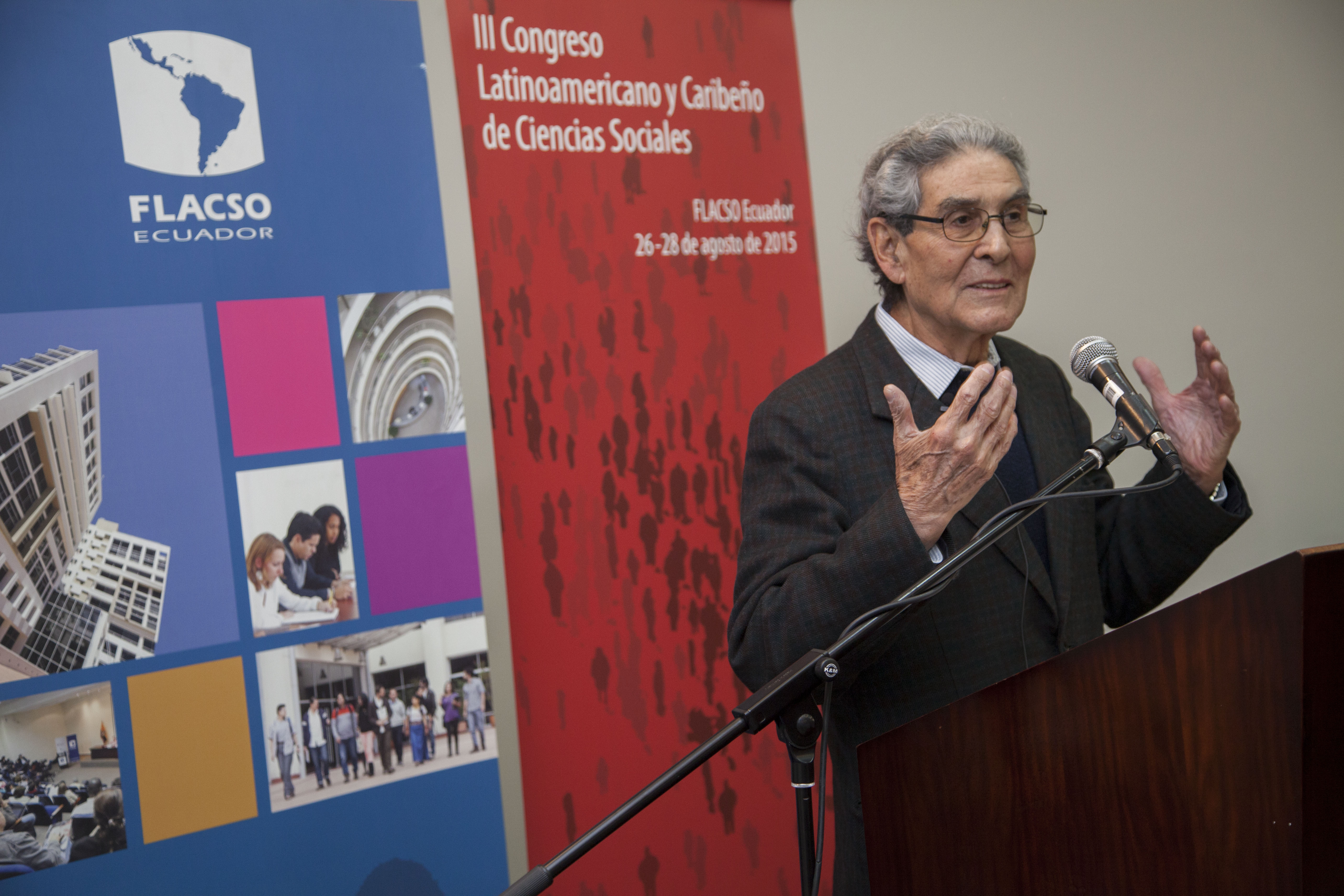
Aníbal Quijano au 3e Congrès latino-américain et caribéien de sciences sociales.

Selon Sabelo J. Ndlovu-Gatsheni (en), l'accession à la souveraineté politique des peuples anciennement colonisés, privilégiée comme « logique stratégique pratique des luttes contre le colonialisme », n'a pas permis d'accomplir la décolonisation épistémologique, car elle n'a pas suffisamment enquêté sur le domaine complexe de la connaissance.

## Importance
Selon Anibal Quijano, la décolonisation épistémologique est nécessaire pour créer de nouvelles voies de communication interculturelle, d'échange d'expériences et de significations, avec une vision d'une rationalité alternative qui peut légitimement revendiquer une certaine universalité.
Sabelo J. Ndlovu-Gatsheni (en) affirme que la décolonisation épistémologique est essentielle pour aborder « la division intellectuelle mondiale asymétrique du travail » dans laquelle l'Europe et l'Amérique du Nord agissent non seulement en tant qu'enseignants du reste du monde, mais servent également de centres de production de théories. et des concepts qui sont finalement « consommés » par l'ensemble de la race humaine.

## Champs d'application
La décolonisation du savoir n'implique pas la désoccidentalisation ou le rejet de la science ou des systèmes de connaissance occidentaux. Selon Lewis Gordon, la décolonisation du savoir exige de se dégager de la notion d'« ennemi épistémique ». Elle met plutôt l'accent sur «l'appropriation de toutes les sources de connaissances» afin d'atteindre une autonomie épistémique relative et une justice épistémique pour « des traditions de connaissances précédemment non reconnues et / ou supprimées ».

### Savoirs autochtones

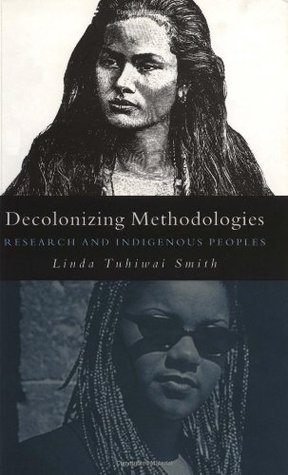
Couverture du livre de Linda Tuhiwai Smith, Decolonizing Methodologies, Research and Indigenous Peoples (1999) (Décoloniser les méthodologies, recherche et peuples autochtones).

Les recherches sur les savoirs autochtones occupent une place importante dans les projets de décolonisation des visions du monde. Ainsi par exemple Louis Botha plaide en faveur d'un « modèle relationnel de savoir » qu'il situe au sein des savoirs indigènes. Les savoirs autochtones seraient essentiellement relationnels parce qu'ils accordent une grande valeur aux relations entre les acteurs, les objets et les contextes impliqués dans le développement des connaissances. Une telle approche relationnelle « en réseau » de la production de connaissances favorise les liens entre les individus, les groupes, les ressources et les autres composantes des communautés productrices de connaissances. Pour Louis Botha, puisqu'elle est construite sur une ontologie qui reconnaît le domaine spirituel comme réel et essentiel à la formation de la connaissance, cette « relationnalité » est aussi fondamentalement spirituelle, et alimente des concepts axiologiques sur les objectifs de la connaissance, ses modes de formation et d'utilisation.

### Dans le milieu universitaire
L'un des aspects les plus cruciaux de la décolonisation du savoir est de repenser le rôle du monde universitaire, qui, selon Louis Yako, anthropologue irako-américain, est devenu le « plus grand ennemi du savoir et de l'option décoloniale ». Pour Louis Yako, les universités occidentales ont toujours servi les puissances coloniales et impériales, et la situation n'a fait qu'empirer à l'ère néolibérale. La première étape vers la décolonisation de la production de connaissances universitaires consiste selon lui à examiner attentivement « comment les connaissances sont produites, par qui, quelles œuvres sont canonisées et enseignées dans les théories et les cours fondamentaux, et quels types de bibliographies et de références sont mentionnés dans chaque livre et article publié ». Il critique les universités occidentales pour leurs politiques concernant les travaux de recherche qui sapent les sources étrangères et indépendantes tout en favorisant les citations des universitaires européens ou américains « d'élite » qui sont généralement considérés comme « fondamentaux » dans leurs domaines respectifs, et appelle à mettre fin à cette pratique.
Shose Kessi soutient que l'objectif du milieu universitaire ne devrait  pas être « d'atteindre de nouveaux ordres d'homogénéité, mais plutôt une plus grande représentation des idées pluralistes et des connaissances rigoureuses ». Ils invitent les universitaires à scruter attentivement les auteurs et les voix qui se présentent comme faisant autorité sur un sujet ou dans la classe, les méthodes et les épistémologies qui sont enseignées ou privilégiées, ainsi que les préoccupations académiques considérées comme fondamentales et celles qui sont ignorées. Les universitaires devraient, selon lui, reconsidérer les outils ou les approches pédagogiques utilisés dans le processus d'apprentissage des étudiants. Il y a eu des suggestions pour élargir la liste de lecture et créer un programme inclusif qui intègre une gamme de voix et de points de vue afin de représenter des perspectives mondiales et historiques plus larges. Les chercheurs sont invités à enquêter en dehors des canons occidentaux de la connaissance pour déterminer s'il existe des canons alternatifs qui ont été négligés ou ignorés en raison du colonialisme. Pour sa part, la philosophe québécoise Mélissa Thériault souligne l'importance de repenser en amont les programmes d'enseignement et de procéder à "une autocritique sévère, un réexamen des fondements des croyances et valeurs sous-jacentes à l’enseignement prodigué".
Ngugi wa Thiong'o, auteur de Décoloniser l'esprit, souligne l'importance de la décolonisation de l'histoire, de la mémoire et de la langue ; selon lui, la reconnaissance de la diversité linguistique  devrait servir de point de départ à la décolonisation. De même, selon Mahmood Mamdani, l'idée d'une université basée sur une seule langue est un héritage colonial, comme dans le cas des universités africaines, qui ont commencé comme un projet colonial, avec l'anglais ou le français comme langues d'enseignement, et qui ne reconnaissaient qu'une seule tradition intellectuelle - la tradition occidentale. Selon Mamdani, l'enseignement universitaire doit être plus diversifié et multilingue, en mettant l'accent non seulement sur la transmission d'une éducation occidentalisée dans une variété de langues, mais également sur les moyens de faire progresser les traditions intellectuelles non occidentales en tant que traditions vivantes pouvant soutenir à la fois le discours scientifique et public. Mamdani plaide en faveur de l'allocation de fonds à la création d'unités universitaires susceptibles d'engager des recherches et d'enseigner dans les traditions intellectuelles non occidentales. Il estime que l'apprentissage de la langue dans laquelle la tradition s'est historiquement développée est nécessaire si l'on veut accéder à une tradition intellectuelle différente.
Louis Yako critique le processus d'examen par les pairs académiques comme un système de « gardiens » qui régulent la production de connaissances dans un domaine donné ou sur une certaine région du monde.

### Dans les disciplines académiques
Les tenants de la décolonisation du savoir appellent à la décolonisation de diverses disciplines académiques, dont l'histoire, la science et l'histoire des sciences,, la philosophie (en particulier l'épistémologie ), la psychologie,, la médecine, la sociologie, les études religieuses,, les lettres, l'anthropologie et les études juridiques, dans le but de dépasser les perspectives imposées par les canons occidentaux du savoir.

#### Histoire
Selon les penseurs décoloniaux, la « vision du monde colonialiste », qui donne la priorité aux croyances, aux droits et à la dignité de certains groupes au détriment de ceux des autres, a eu des effets sur l'écriture de l'histoire. La discipline historique a connu une croissance importante pour la première fois en Europe pendant une période de montée du nationalisme et d'exploitation coloniale. Aussi, « les manières dont nous sommes conditionnés à regarder et à penser le passé sont souvent dérivées d'écoles de pensée impérialistes et racialistes ». L'approche décoloniale de l'histoire exige « un examen du monde non-occidental selon ses propres termes ». L'étude de l'histoire de l'Europe occidentale « exige une étude critique rigoureuse des notions d'empire, de pouvoir, de contestation politique, et une réflexion sur les catégories construites de différence sociale ». De même, la question se pose dans l’enseignement de l’histoire au sein des écoles des anciennes colonies

#### Sociologie
Les chercheurs décoloniaux soulignent le fait que les théories sociologiques dépeignent souvent le Nord global comme « normal » ou « moderne », tandis que tout ce qui se trouve en dehors de celui-ci est supposé être « déviant » ou « encore à moderniser ». De telles théories sapent les préoccupations des pays du Sud malgré le fait qu'ils représentent environ 84 % de la population mondiale. Ces chercheurs mettent fortement l'accent sur la prise en compte des problèmes, des perspectives et du mode de vie de ceux des pays du Sud qui sont généralement exclus de la recherche sociologique et de l'élaboration de théories ; ainsi, la décolonisation dans ce sens fait référence au projet de rendre les réalités sociales non occidentales plus pertinentes dans le débat académique.
La sociologie des absences est un concept forgé par Boaventura de Sousa Santos qui « vise à montrer que ce qui n'existe pas est en fait activement produit comme non existant, c'est-à-dire comme une alternative non crédible à ce qui est supposé exister »,. Selon Boaventura de Sousa Santos, auteur de Épistémologies du Sud. Mouvements citoyens et polémique sur la science, il n'y a pas de justice mondiale possible sans justice cognitive mondiale.

#### Psychologie
Selon de nombreux  penseurs coloniaux et postcoloniaux influents, la décolonisation était « essentiellement un projet psychologique » impliquant « une tentative de déconstruire les discours coloniaux néfastes sur l'individualité », et impliquant une « récupération de soi ». Décoloniser la psychologie implique de saisir les effets de l'histoire de la colonisation sur les familles, les nations, le nationalisme, les institutions et la production de connaissances. Cela implique de bouleverser la méthodologie de recherche conventionnelle en créant des espaces pour les connaissances autochtones, les histoires orales, l'art, les connaissances communautaires et les expériences vécues en tant que formes légitimes de connaissances. Samuel Bendeck Sotillos cherche à s'affranchir des limites de la psychologie moderne qui, selon lui, est dominée par les préceptes de la science moderne et qui ne s'adresse qu'à une « portion très restreinte de l'individualité humaine ». Il veut plutôt faire revivre la vision traditionnelle de l'être humain comme étant composé d'un esprit, d'une âme et d'un corps.

#### Études religieuses
Selon la perspective décoloniale, l'étude de la religion est l'une des nombreuses disciplines des sciences humaines qui a ses racines dans le colonialisme européen. Pour cette raison, les questions qu'elle couvre, les cadres dans lesquels elle est enseignée dans les établissements universitaires présentent tous des caractéristiques coloniales. Selon Malory Nye, pour décoloniser l'étude de la religion, il faut être méthodologiquement conscient des présupposés fondamentaux relatifs aux religions du monde. Pour Adriaan van Klinken, un virage décolonial dans l'étude des religions doit accepter « la pluriversalité des manières de savoir et d'être » dans le monde.
L'interprétation du Coran dans la communauté universitaire euro-américaine en est un exemple : « le phénomène de révélation (Wahi) » tel qu'il est compris dans l'islam y est très souvent nié, ignoré ou considéré comme sans importance pour comprendre l'Écriture,. Selon Joseph E.B. Lumbard (en), les modes analytiques euro-américains ont imprégné les études coraniques et ont un impact durable sur tous les aspects de la discipline. Il plaide pour des approches plus inclusives qui prennent en compte différentes formes d'analyse et utilisent des outils d'analyse issus de la tradition islamique classique.

#### Études juridiques
Aitor Jiménez González soutient que « l'utilisation généralisée du terme "loi" masque le fait que le concept que nous utilisons n'est pas une catégorie universelle mais une catégorie hautement provinciale fondée sur la cosmovision juridique occidentalisée ». Selon lui, ce n'est pas la « diffusion pacifique d'une science supérieure » qui a finalement conduit à l'adoption universelle de la notion occidentale. Au contraire, c'était « le résultat de siècles de colonialisme, de la répression violente exercée contre d'autres cosmovisions juridiques pendant les périodes coloniales et de la persistance du processus appelé colonialité ». La position décoloniale sur le droit favorise le dialogue entre des compréhensions et perspectives épistémiques diverses sur le droit ; elle remet en question l'hégémonie perçue du paradigme juridique occidentalisé,. Elle souligne la nécessité d'une nouvelle perspective historique qui privilégie la diversité plutôt que l'homogénéité et remet en cause l'idée que l'État est le « principal organisateur de la vie juridique et juridique ».
Selon Asikia Karibi-Whyte, la décolonisation va au-delà de l'inclusion en ce qu'elle vise à démanteler les notions et les points de vue qui sous-évaluent « l'autre » dans le discours juridique. En effet, les normes juridiques des anciennes colonies portent l'empreinte du colonialisme et des valeurs des sociétés coloniales. Par exemple, la Common law anglaise prédomine dans les anciennes colonies britanniques d'Afrique et d'Asie, tandis que le système de droit civil est utilisé dans de nombreuses anciennes colonies françaises qui reflètent les valeurs de la société française. Dans ce contexte, la décolonisation du droit appelle « à l'inclusion critique des épistémologies, des modes de connaissance, des expériences vécues, des textes et des travaux savants » que le colonialisme a chassés des discours juridiques.

#### Science moderne
Les théoriciens décoloniaux critiquent la définition de la science comme « purement objective, uniquement empirique, immaculée rationnelle ». Ce type de définition de la science implique «que la réalité serait immunisée contre la subjectivité de son observateur, et contre ses convictions culturelles».
Pour Laila N Boisselle la science moderne occidentale qui cherche à expliquer la nature de l'univers à partir de la seule raison est problématique du fait qu'elle se considère comme la dépositaire de toutes les connaissances et comme ayant le pouvoir « d'authentifier et de rejeter les autres connaissances ». L'idée que la science moderne est la seule méthode légitime de connaissance a été qualifiée de « fondamentalisme scientifique » ou de « scientisme ». Cette science a acquis le pouvoir de décider quelles connaissances scientifiques sont réputées « épistémologiquement rigoureuses ». Selon Boaventura de Sousa Santos, auteur de Épistémologies du Sud. Mouvements citoyens et polémique sur la science (traduit en 2016), pour décoloniser la science moderne, il faut considérer « la partialité de la connaissance scientifique » ou, pour le dire autrement, reconnaître que, comme tout autre système de connaissance, « la science est un système de connaissance et d'ignorance ». Pour Santos, « la connaissance scientifique est partielle car elle ne sait pas tout ce qui est jugé important et elle ne peut pas savoir tout ce qui est jugé important ». À cet égard, Boisselle plaide pour une « science relationnelle » basée sur une « ontologie relationnelle » qui respecte « l'interdépendance des aspects physiques, mentaux, émotionnels et spirituels des individus avec tous les êtres vivants et avec le monde stellaire et l'univers ».
Samuel Bendeck Sotillos, en référence à la philosophie pérenne, critique la science moderne pour son rejet de la métaphysique et des traditions sapientiales du monde entier. Il déclare que « la croyance que seule la méthode scientifique donne accès à des formes valables de connaissance est non seulement imparfaite mais totalitaire, ayant ses racines dans l'Europe des Lumières ou le soi-disant âge de raison ». Pour lui, « cette vision dogmatique n'est pas la science, mais une idéologie dite scientisme, qui n'a rien à voir avec le bon exercice de la méthode scientifique ». Ce point de vue remet en question l'idée que la science est Vérité ; il rappelle que « la science modifie toujours sa compréhension du monde et n'est donc pas en mesure de déclarer ce qui peut être enfin connu avec certitude ».

#### Histoire des sciences
À partir du milieu des années 1980, les histoires postcoloniales de la science constituent une « réécriture décentrée, diasporique ou « globale » des grands récits impériaux antérieurs centrés sur la nation ». Ces histoires cherchent à découvrir « des contre-histoires de la science, les héritages des savoirs précoloniaux », et à éradiquer les « grands récits impériaux », qui provincialisent les sciences des autres en une seule « tradition de savoir indigène ». Elles veulent reconnaître « les origines culturellement diverses et mondiales de la science » et construire un modèle cosmopolite de l'histoire des sciences à la place de la vision étroite de la science comme la création de « génies solitaires ». Cette perspective reconnaît les contributions d'autres civilisations à la science, et propose une « contre-géographie de la science qui n'est pas eurocentrique et linéaire ». Le postulat central est que l'histoire des sciences doit être considérée comme une histoire de transmissions. En cela, Prakash Kumar cite Joseph Needham selon lequel « la science moderne ... [est] comme un océan dans lequel les rivières de toutes les civilisations du monde ont versé leurs eaux ».
Au lieu de "centrer les instituts scientifiques dans les métropoles coloniales", les histoires postcoloniales de la science examinent ce que Warwick Anderson (en) appelle "l'économie instable des spatialités changeantes de la science à mesure que les connaissances sont échangées, traduites et transformées à travers le monde".

#### Philosophie
Nelson Maldonado-Torres voit le tournant décolonial de la philosophie « comme une forme de libération et de décolonisation de la raison », qui va au-delà de certaines critiques radicales  de l'eurocentrisme qui seraient demeurées selon lui, à leur insu, eurocentriques. Selon Sajjad H. Rizvi, le virage vers la philosophie globale peut annoncer une rupture radicale avec l'épistémologie coloniale et ouvrir la voie à la décolonisation du savoir, en particulier dans l'étude des sciences humaines. Sajjad H. Rizvi plaide contre le fait de se centrer uniquement sur les philosophes occidentaux, et en faveur de l'inclusion dans de la philosophie islamique dans la discussion parce qu'il pense qu'elle pourrait éventuellement remplacer l'enseignement eurocentrique de la philosophie par une vaste « pédagogie de la vie et de l'être ». Philip Higgs plaide pour l'inclusion de la philosophie africaine dans le contexte de la décolonisation. Des suggestions similaires ont été faites pour la philosophie indienne  et la philosophie chinoise. Maldonado-Torres discute des problèmes de la philosophie de la race et du genre ainsi que de la philosophie asiatique et de la philosophie latino-américaine en tant qu'exemples du virage décolonial.

#### Anthropologie
Faye Harrison qui écrit sur le racisme, la violence structurelle et le genre affirme que l'un de ses principaux objectifs est de repenser l'anthropologie, comme le souligne son livre Outsider Within: Reworking Anthropology in the Global Age (2008),.

#### Astronomie
En septembre 2023, un collectif d'astronomes appellent l'Union astronomique internationale à changer les noms communs des deux galaxies Grand nuage de Magellan et Petit nuage de Magellan. En effet, leur nom rend hommage au navigateur Ferdinand de Magellan, critiqué pour avoir réduit en esclavage des populations autochtones et colonisé violemment des pays du sud. De surcroît, les galaxies n'ont pas été « découvertes » par le Portugais mais étaient déjà connues des populations locales avant son arrivée. Par ailleurs, ce n'est qu'au XIXe siècle que son nom a été associé à ces amas d'étoiles.

#### Sciences naturelles
Depuis le début des années 2020, de nombreux scientifiques demandent de revoir les noms choisis pour les espèces végétales et animales quand ceux-ci rendent hommages à des personnalités racistes ou misogynes.
En 2020 par exemple, la Société américaine d’ornithologie renomme le « plectrophane de McCown » en « plectrophane à gros bec » afin de ne plus faire référence au général confédéré John Porter McCown. En novembre 2023, elle élargit sa démarche et annonce qu’elle va rebaptiser une centaine d’espèces d'oiseaux, à raison de 10 par an. L'autre raison invoquée est l'absence d'efficacité scientifique du choix de patronymes humains pour nommer des espèces. En effet, afin d'être plus descriptifs, et inclusifs, les nouveaux noms se concentrent sur les particularités physiques, « les caractéristiques uniques et la beauté des oiseaux eux-mêmes ».
En juin 2021, la Société américaine d'entomologie lance le Better Common Names Project (Projet pour de meilleurs noms communs). Cette opération vise à cibler et modifier les espèces invasives faisant référence à des groupes d'individus, ou qui ignorent de manière inappropriée le nom que pourraient donner les communautés autochtones. Pour les entomologistes américains, « ces noms problématiques perpétuent les préjudices causés aux personnes de diverses ethnies et races, créent un environnement entomologique et culturel peu accueillant et non inclusif, perturbent la communication et la sensibilisation et vont à l’encontre de l’objectif même des noms communs ».

### Décoloniser les méthodes de recherche

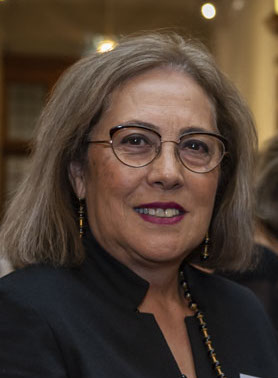
Linda Tuhiwai Smith, autrice de Decolonizing Methodologies, Research and Indigenous Peoples (1999).

Pour Sabelo J. Ndlovu-Gatsheni (en), décoloniser les méthodes de recherche consiste à « démasquer leur rôle et leur finalité dans la recherche ». Selon lui, la recherche doit être réorientée pour se centrer sur ce que l'Europe a fait à l'humanité et à l'environnement, et non supposer que l'Europe serait un modèle pour le reste du monde.
Thamlinathan et Kinsella proposent quatre nouvelles méthodes : l'engagement dans une praxis transformatrice, la réflexivité critique, le respect du principe de réciprocité et de l'autodétermination, ainsi que l'acceptation des modes de connaissance «Autre(s)».
Selon Mpoe Johannah Keikelame et Leslie Swartz, la décolonisation de la « méthodologie de recherche est une approche visant à remettre en question les méthodes de recherche eurocentriques qui sapent les connaissances et les expériences locales des groupes de population marginalisés ».

## Évaluation
Selon Piet Naudé, les efforts pour créer de nouveaux modèles épistémiques avec des lois de validation distinctes de celles développées dans le système de connaissance occidental n'ont pas encore produit le résultat escompté. Car la question centrale des « critères de crédibilité » n'est toujours pas résolue. Selon lui, la décolonisation ne peut réussir que si des concepts clés tels que « science », « problèmes », « paradigmes » sont repensés de fond en comble.
Le « tournant décolonial savant » actuel a également été critiqué au motif qu'il est séparé des luttes quotidiennes des personnes vivant dans des lieux historiquement colonisés. Selon Robtel Neajai Pailey, la décolonisation épistémique du XXIe siècle échouera si elle n'est pas connectée aux mouvements de libération en cours contre les inégalités, le racisme, l'austérité, l'impérialisme, l'autocratie, le sexisme, la xénophobie, les dommages environnementaux, la militarisation, l'impunité, la corruption, la surveillance des médias, et le vol des terres. La décolonisation épistémique, dit-il « ne peut se faire dans un vide politique ».

#### En français
- Matthieu Renault, « Frantz Fanon et la décolonisation des savoirs », sur Esquisses (consulté le 6 août 2022)
- Lewis R GORDON, « Décoloniser le savoir à la suite de Frantz Fanon », Tumultes, 2008/2 (n° 31), p. 103-123. DOI : 10.3917/tumu.031.0103.lire en ligne
- Seloua LUSTE BOULBINA, « La décolonisation des savoirs et ses théories voyageuses », Rue Descartes, 2013/2 (n° 78), p. 19-33. DOI : 10.3917/rdes.078.0019, lire en ligne
- MARTIN Hélène, ROUX Patricia, « Recherches féministes sur l’imbrication des rapports de pouvoir : une contribution à la décolonisation des savoirs », Nouvelles Questions Féministes, 2015/1 (Vol. 34), p. 4-13. DOI : 10.3917/nqf.341.0004. lire en ligne
- Agnès Berthelot-Raffard , «L’inclusion du Black feminism dans la philosophie politique : une approche féministe de la décolonisation des savoirs», Recherches féministes , Volume 31, Issue 2, 2018, p. 107–124
- GROSFOGUEL Ramón, « 8. Vers une décolonisation des « uni-versalismes » occidentaux : le « pluri-versalisme décolonial », d'Aimé Césaire aux zapatistes », dans : Achille Mbembe éd., Ruptures postcoloniales. Les nouveaux visages de la société française. Paris, La Découverte, « Cahiers libres », 2010, p. 119-138. DOI : 10.3917/dec.bance.2010.01.0119. lire en ligne
- Iveković Rada, « Conditions d'une dénationalisation et décolonisation des savoirs », Mouvements, 2012/4 (n° 72), p. 35-41. DOI : 10.3917/mouv.072.0035. lire en ligne
- Sibeud Emmanuelle, « Des « sciences coloniales » au questionnement postcolonial : la décolonisation invisible ? », Revue d'Histoire des Sciences Humaines, 2011/1 (n° 24), p. 3-16. DOI : 10.3917/rhsh.024.0003. lire en ligne
- Christine Chivallon, « Recherches sur les univers de sens (post)coloniaux – Un essai réflexif sur la décolonisation des savoirs », Nuevo Mundo Mundos Nuevos, Débats, mis en ligne le 11 décembre 2019, lire en ligne; DOI : https://doi.org/10.4000/nuevomundo.78425
- Nathalie Kermoal, « Le rôle des universités canadiennes dans la décolonisation des savoirs: le cas de l’Alberta », ACME: An International Journal for Critical Geographies, vol. 17, no 3,‎ 23 juillet 2018, p. 651–670 (ISSN 1492-9732, lire en ligne, consulté le 8 août 2022)
- Kelly Poulet, compte rendu, « Seloua Luste Boulbina, Jim Cohen (dir.), « Décoloniser les savoirs. Internationalisation des débats et des luttes », Mouvements, n° 72, 2012 », Lectures [En ligne], lire en ligne ; DOI : https://doi.org/10.4000/lectures.10872
- « Décoloniser les savoirs - Revue Mouvements - Éditions La Découverte », sur www.editionsladecouverte.fr (consulté le 6 août 2022)

#### En anglais
- (en-US) Faye Harrison, Association of Black Anthropologists et American Anthropological Association (seconde édition en 1997, troisième édition en 2010), Decolonizing anthropology : moving further toward an anthropology for liberation, Washington D.C., Association of Black Anthropologists, American Anthropological Association, 1991, 188 p. (ISBN 9780913167458, lire en ligne)
- (en-US) Faye Harrison (éd.) et Ira E. Harrison (éd.), African-American pioneers in anthropology, Chicago, University of Illinois Press, 1999, 296 p. (ISBN 9780252067365, lire en ligne)
- F. Apffel-Marglin et S.A. Marglin, Decolonizing Knowledge: From Development to Dialogue, Clarendon Press, coll. « WIDER Studies in Development Economics », 1996 (ISBN 978-0-19-158396-4, lire en ligne)
- D. Bendix, F. Müller et A. Ziai, Beyond the Master's Tools?: Decolonizing Knowledge Orders, Research Methods and Teaching, Rowman & Littlefield Publishers, coll. « Kilombo: International Relations and Colonial Questions », 2020 (ISBN 978-1-78661-360-8, lire en ligne)
- A. Dhanda et A. Parashar, Decolonisation of Legal Knowledge, Taylor & Francis, 2012 (ISBN 978-1-136-51772-3, lire en ligne)
- M. Diversi et C. Moreira, Betweener Talk: Decolonizing Knowledge Production, Pedagogy, and Praxis, Taylor & Francis, coll. « Qualitative Inquiry and Social Justice », 2016 (ISBN 978-1-315-43304-2, lire en ligne)
- J. Jansen, Decolonisation in Universities: The politics of knowledge, Wits University Press, 2019 (ISBN 978-1-77614-470-9, lire en ligne)
- Kessi, Marks et Ramugondo, « Decolonizing knowledge within and beyond the classroom », Critical African Studies, Informa UK Limited, vol. 13, no 1,‎ 2 janvier 2021, p. 1–9 (ISSN 2168-1392, DOI 10.1080/21681392.2021.1920749, S2CID 235336961)
- S.J. Ndlovu-Gatsheni et S. Zondi, Decolonizing the University, Knowledge Systems and Disciplines in Africa, Carolina Academic Press, coll. « African World Series », 2016 (ISBN 978-1-61163-833-2, lire en ligne)
- E.G. Rodríguez, M.M. Boatcă, P.D.S. Costa et P.R. Holton, Decolonizing European Sociology: Transdisciplinary Approaches, Ashgate Publishing Limited, coll. « Global Connections », 2012 (ISBN 978-1-4094-9237-5, lire en ligne)
- D.A. Wood, Epistemic Decolonization: A Critical Investigation into the Anticolonial Politics of Knowledge, Springer International Publishing, 2020 (ISBN 978-3-030-49962-4, lire en ligne)